# Латте макиато
Ла́тте макиа́то (итал. latte macchiato) — горячий кофейный напиток, приготавливаемый путём вливания в молоко кофе-эспрессо в пропорции 3:1.

## Описание
Латте макиато отличается от капучино тем, что:
- эспрессо добавляется в молоко, а не наоборот;
- бо́льшим количеством молока;
- в капучино молоко полностью взбито в крепкую пену, в латте макиато оно остаётся более жидким;
- кофе и молоко могут лежать слоями, не смешиваясь;
- подачей: латте макиато подают в айриш-бокале, капучино — в чашке для капучино с толстыми стенками.

Напиток подаётся в высоком стеклянном стакане с длинной ложечкой и состоит из трёх слоёв, которые обычно не смешиваются друг с другом. Первый слой — горячее молоко, второй — кофе эспрессо, последний, верхний — высокая пена, взбитая из молока. Эспрессо не смешивается с первым молочным слоем благодаря более высокой температуре и более низкой плотности, чем у жирного молока. Добиться необходимой «слоистости» проще всего, влив эспрессо в напиток последним, пропустив его через слой пены.
Стабильную воздушную пену можно получить, только используя специальные аппараты для пеносбивания. При этом пена из цельного молока держится дольше, нежели из обезжиренного, благодаря своей структуре белков и жиров. Пена должна быть пышнее и воздушнее, чем для капучино.
Латте макиато изначально готовился для детей, дабы, с одной стороны, позволить им пить кофе наравне со взрослыми, а с другой — избежать избытка кофеина. Напиток очень популярен в Центральной и Западной Европе среди всех слоев населения и является культовым напитком яппи.
Пенный слой часто посыпают шоколадной крошкой или какао-порошком. Иногда добавляют сиропы, предназначенные для приготовления кофейных коктейлей (кроме цитрусового, так как из-за него сворачивается молоко). Сочетание кофе, молока и сиропа с чёрной смородиной считается наиболее удачным.
Существует множество слоистых кофейных коктейлей на основе латте макиато: с корицей, ореховый, айс, с мороженым, с шоколадом и взбитыми сливками. Самым популярным из таких коктейлей является айриш-латте. Технология приготовления напитка такая же, как и в латте макиато, единственное отличие — после вливания молока в бокал в молоко аккуратно вливается ирландский крем (безалкогольный сироп), который из-за большей плотности оседает на дно и образует ещё один — четвёртый — слой напитка.